# Poncho (groupe)
Pour les articles homonymes, voir Poncho.
Poncho est un groupe de musique électronique argentin. Il est composé du DJ et producteur Javier Zuker, de Leandro Lopatín (guitariste de Turf) et de Fabián Picciano.

## Biographie
Le nom du groupe fait référence au vêtement typique utilisé en Amérique du Sud. Le groupe trouvait que c'était un nom qui sonnait indigène et folklorique et qu'il n'avait pas de traduction. Cet ensemble de trois musiciens échange les rôles de producteur, compositeur, joueur de divers instruments et programmeur. Leur premier album, Ponchototal, sorti en 2009, est produit par ses trois membres, et était destiné à être présenté sous forme audiovisuelle dans les clubs, par le biais du studio Punga. Son leader, Javier Zuker, est l'un des DJs ayant une longue carrière dans la scène locale. Au début, il était bassiste, puis il s'est lancé dans la production. Il a également dirigé un projet musical formé en 2003, appelé Zuker XP, auquel participait également Fabián Picciano, et qui se caractérisait par la réalisation de mashup en direct, dans le style du duo belge Soulwax. Il a également collaboré aux sessions d'enregistrement du dernier album de Gustavo Cerati, Fuerza Natural.

### Ponchototal
Son premier album, Ponchototal, sort le 15 septembre 2009 chez Sony BMG. Il est dominé par le genre synthpop avec des touches de rock électronique. Il propose une liste variée d'invités locaux et internationaux. Les crédits locaux comprennent Luis Alberto Spinetta sur Tantra Sky, Banda de Turistas sur Kansas, Chivas de normA. Le bassiste du groupe de rock Divididos, Diego Arnedo et la chanteuse américaine Shannon Funchess, qui a collaboré avec le groupe de dance-punk Chk chk chk chk, ont participé au morceau D.I.S.C.O. L'album est produit par le DJ et producteur anglais Justin Robertson, qui a également assuré le chant sur Lend Me the Light.
À la mi-2011, un clip est publié pour la chanson Please Me, avec l'actrice argentine Calu Rivero, et la chanson a également été utilisée dans une publicité pour la chaîne d'électroménager Frávega. Cela a permis au groupe d'obtenir une reconnaissance exceptionnelle dans son pays. La chanson interprétée par le chanteur Maxi Trusso devient un énorme succès en Argentine, considérée comme le tube de l'été 2012, se classant comme la meilleure vente sur iTunes Argentine,.
En 2012, le célèbre producteur anglais Paul Oakenfold a décidé de reprendre Please Me en ajoutant une touche de danse à la chanson et de la rééditer sur son label Perfecto Records9.

### Carnaval
Carnaval est le deuxième album du groupe et est composé de dix titres. Il sort le 9 avril 2013 sur iTunes, et peut également être écouté sur Spotify. Elle comprend des collaborations avec Chano de Tan Biónica, sur la chanson Una buena decisión ; et avec le groupe de rock alternatif Boom Boom Kid, dont le chanteur était membre du groupe populaire de la scène underground des années 1990 Fun People, ainsi que d'autres artistes connus. En décembre 2012, ils sortent leur single préliminaire Take My Hand. Il est chanté et produit par Liam et Luke May, du duo britannique Medicine8. Una Buena decisión est leur deuxième single.

## Discographie

### Albums studio
- 2009 : Ponchototal
- 2013 : Carnaval

### Singles
- 2010 : ansas (avec Banda de Turistas)
- 2011 : Please Me (avec Maxi Trusso)
- 2012 : Take My Hand (avec Medicine8)
- 2013 : Una buena decisión (avec Chano Moreno Charpentier de Tan Biónica)
- 2017 : Juira! Remix (avec Ciro y Los Persas)